# Ahmad Ali Khan Bahadur
Ahmad Ali Khan Bahadur (Rampur, 12 ottobre 1787 – Rampur, 5 luglio 1840) è stato un principe indiano.
Fu Nawab di Rampur dal 1794 al 1840.

## Biografia
Nato a Rampur nel 1787, Ahmad Ali era l'unico figlio del nawab Muhammad Ali Khan Bahadur. Dopo la deposizione di suo zio Ghulam Muhammad Khan Bahadur ad opera della Compagnia britannica delle Indie orientali e del nawab di Awadh, Ahmad Ali venne proclamato nuovo nawab. Ahmad Ali governò per 46 anni, anche se sino al 1811 fu sottoposto a reggenza a causa della sua giovane età. Trasformò culturalmente Rampur, e iniziò una serie di cambiamenti della città e del territorio circostante che avviarono un'epoca di prosperità. Nel 1801, lo stato di Rampur divenne vassallo della Compagnia britannica delle Indie orientali, cedendo Rohilkand al nawab di Awadh.
Ahmad Ali morì il 5 luglio 1840, all'età di 52 anni. Dal momento che il suo unico figlio era premorto, gli successe sul trono suo cugino, Muhammad Said Khan Bahadur.
Ad Ahmad Ali Khan la tradizione lega la diffusione della razza canina del levriero Rampur, ottenuta combinando i Levrieri Tāzī maggiormente feroci con gli English Greyhound, più obbedienti ma meno resistenti al duro clima locale.